# Course en ligne de l'Open de Suède Vårgårda 2016
La 11e édition de la course en ligne de l'Open de Suède Vårgårda a eu lieu le 21 août 2016. Il s'agit de la quinzième manche de l'UCI World Tour féminin.

## Parcours
Comme l'année précédente, un grand tour précède le circuit  urbain traditionnel. Trois nouveaux secteur en terre sont ajoutés. Il y en a donc au total quatre. Quatre tours urbains sont effectués, puis un grand tour, puis de nouveau quatre tours urbains.

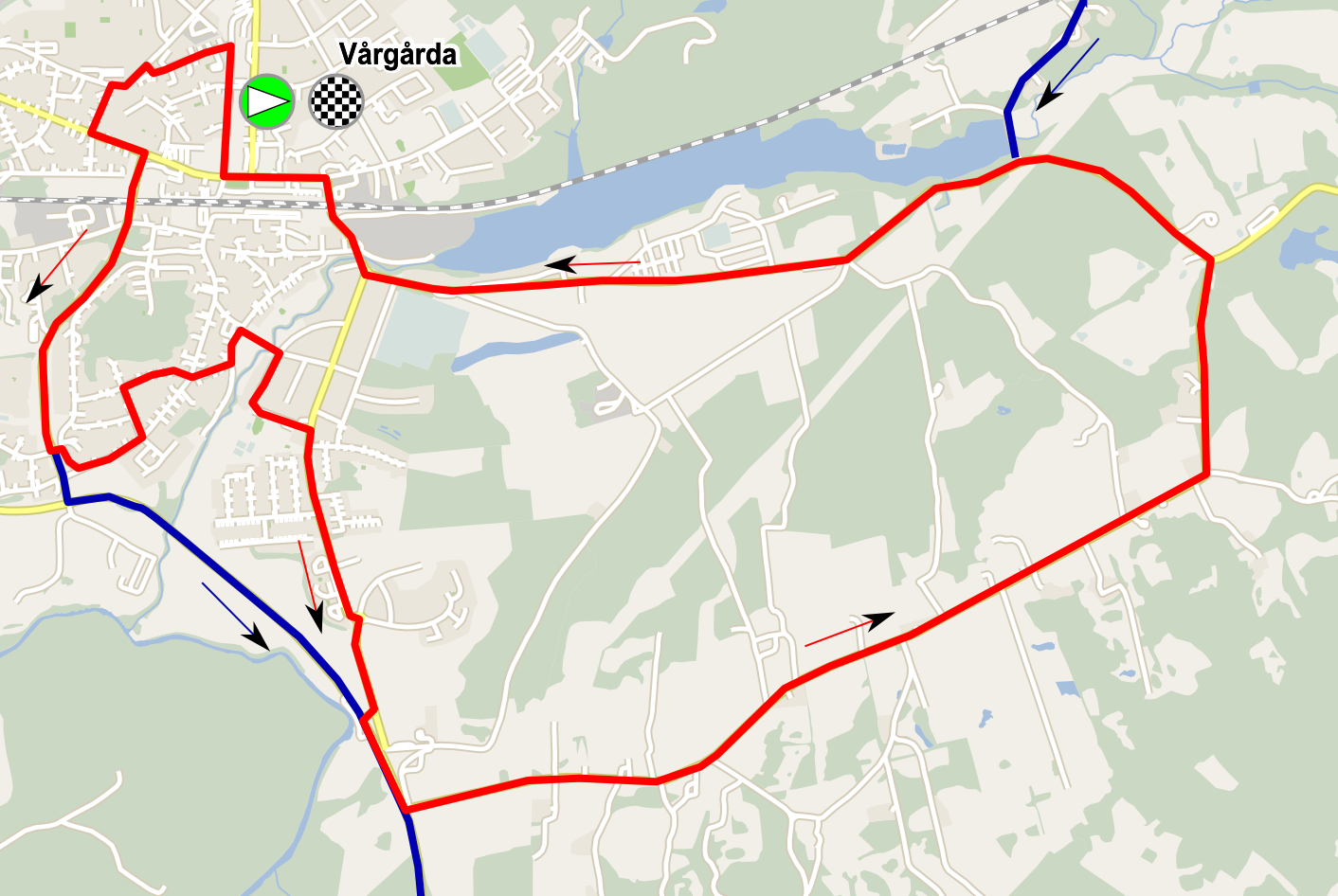
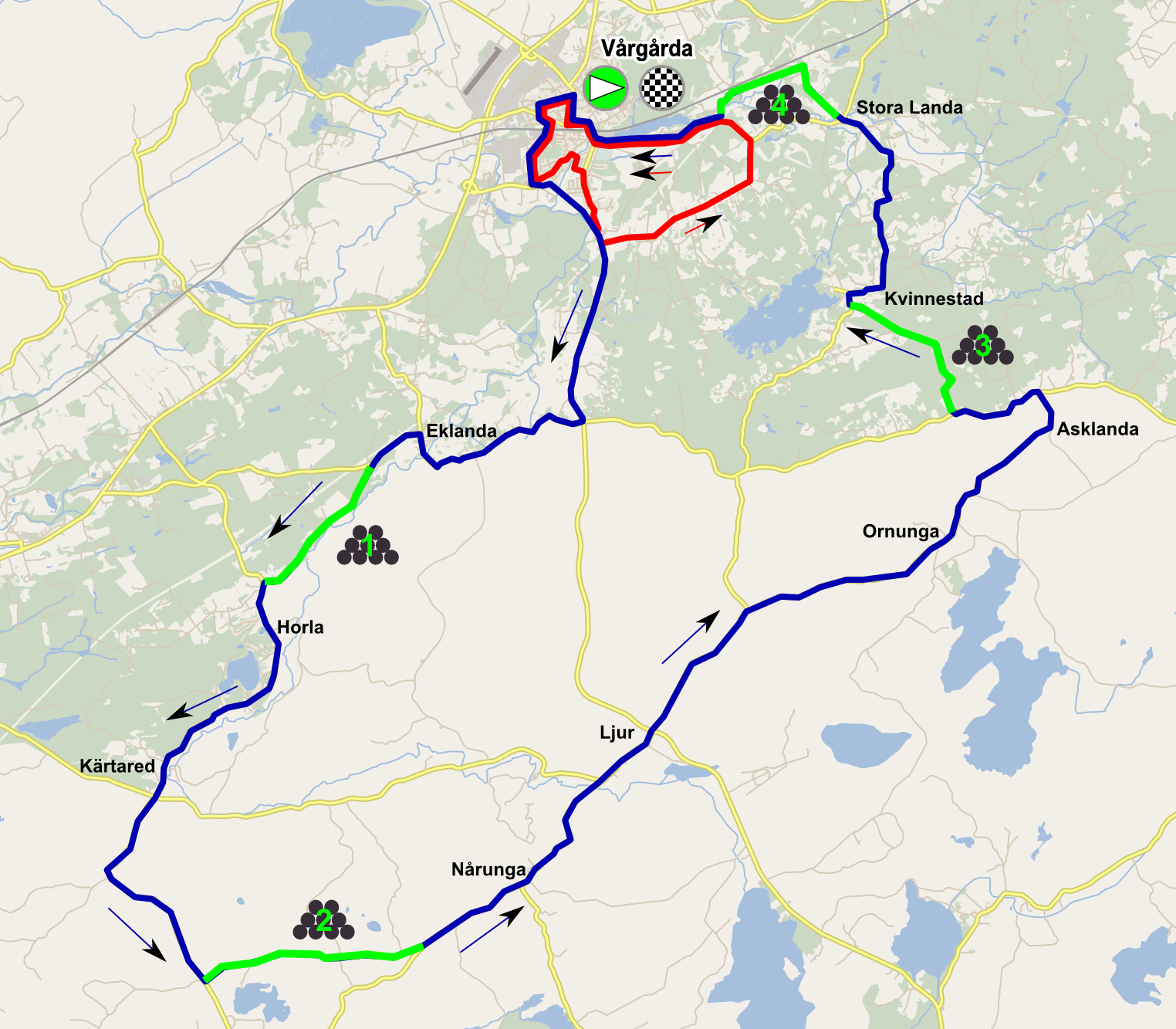

- - Circuit court, 11 km, parcouru 8 fois au total
  - Circuit long, 53 km, parcouru 1 fois
- - Circuit court, 11 km, parcouru 8 fois au total
  - Circuit long, 53 km, parcouru 1 fois

## Récit de la course
Nicole Hanselmann réalise une échappée solitaire durant trente kilomètres. Une fois reprise, un groupe de neuf coureuses avec les principales équipes représentées part. Il est constitué de : Emilia Fahlin, Amy Pieters, Chantal Blaak, Lotta Lepistö, Maria Giulia Confalonieri, Hannah Barnes, Amanda Spratt , Julia Soek et Shara Gillow. Même si l'avance de cette échappée ne dépasse jamais deux minutes, la poursuite ne s'organisant pas, elle se dispute la victoire. Emilia Fahlin anticipe le sprint et s'impose seule. Derrière Lotta Lepistö devance Chantal Blaak et Amy Pieters.

## Équipes
Seize équipes UCI et trois sélections nationales prennent le départ de la course.
| Équipes féminines professionnelles (16)- Alé Cipollini - BePink - BMS BIRN - Boels Dolmans - BTC City Ljubljana - Canyon-SRAM Racing - Cervélo Bigla - Cylance - Drops - Hitec Products - Lensworld-Zannata - Liv-Plantur - Orica-AIS - Parkhotel Valkenburg - Rabo Liv Women - Wiggle High5 Équipes nationales (3)- Finlande - Norvège - Suède |
| |

## Classements

### Classement final
| \| Classement général \| Classement général \| Classement général \| Classement général \| Classement général \| \| Coureuse \| Coureuse \| Pays \| Équipe \| Temps \| \| ------------------ \| ------------------------- \| ------------------ \| ------------------ \| ------------------ \| \| 1re \| Emilia Fahlin \| Suède \| Alé Cipollini \| 3 h 35 min 31 s \| \| 2e \| Lotta Lepistö \| Finlande \| Cervélo Bigla \| + 0 s \| \| 3e \| Chantal Blaak \| Pays-Bas \| Boels Dolmans \| + 0 s \| \| 4e \| Amy Pieters \| Pays-Bas \| Wiggle High5 \| + 0 s \| \| 5e \| Maria Giulia Confalonieri \| Italie \| Lensworld-Zannata \| + 2 s \| \| 6e \| Hannah Barnes \| Royaume-Uni \| Canyon-SRAM Racing \| + 3 s \| \| 7e \| Amanda Spratt \| Australie \| Orica-AIS \| + 3 s \| \| 8e \| Julia Soek \| Pays-Bas \| Liv-Plantur \| + 4 s \| \| 9e \| Shara Gillow \| Australie \| Rabo Liv Women \| + 6 s \| \| 10e \| Roxane Knetemann \| Pays-Bas \| Rabo Liv Women \| + 13 s \| |                           |             |                    |                 |
| |                           |             |                    |                 |
| Source : Cycling Quotient |                           |             |                    |                 |
| Classement général |                           |             |                    |                 |
| Coureuse | Coureuse                  | Pays        | Équipe             | Temps           |
| 1re | Emilia Fahlin             | Suède       | Alé Cipollini      | 3 h 35 min 31 s |
| 2e | Lotta Lepistö             | Finlande    | Cervélo Bigla      | + 0 s           |
| 3e | Chantal Blaak             | Pays-Bas    | Boels Dolmans      | + 0 s           |
| 4e | Amy Pieters               | Pays-Bas    | Wiggle High5       | + 0 s           |
| 5e | Maria Giulia Confalonieri | Italie      | Lensworld-Zannata  | + 2 s           |
| 6e | Hannah Barnes             | Royaume-Uni | Canyon-SRAM Racing | + 3 s           |
| 7e | Amanda Spratt             | Australie   | Orica-AIS          | + 3 s           |
| 8e | Julia Soek                | Pays-Bas    | Liv-Plantur        | + 4 s           |
| 9e | Shara Gillow              | Australie   | Rabo Liv Women     | + 6 s           |
| 10e | Roxane Knetemann          | Pays-Bas    | Rabo Liv Women     | + 13 s          |

### UCI World Tour
| Position           | 1er | 2e  | 3e | 4e | 5e | 6e | 7e | 8e | 9e | 10e | 11e | 12e | 13e | 14e | 15e | 16e | 17e | 18e | 19e | 20e |
| Classement général | 120 | 100 | 85 | 70 | 60 | 50 | 40 | 35 | 30 | 25  | 20  | 18  | 16  | 14  | 12  | 10  | 8   | 6   | 4   | 2   |

## Liste des participantes
| Légende | Légende                                                                    | Légende | Légende                                                    |
| ------- | -------------------------------------------------------------------------- | ------- | ---------------------------------------------------------- |
| Num     | Dossard de départ porté par le coureur sur cet Open de Suède Vårgårda      | Pos     | Position à l'arrivée de la course                          |
|         | Indique un maillot de champion national ou mondial, suivi de sa spécialité | NP      | Indique un coureur qui n'a pas pris le départ de la course |
| AB      | Indique un coureur qui n'a pas terminé la course                           | HD      | Indique un coureur qui a terminé la course hors des délais |

| Wiggle High5 WHT                        | Wiggle High5 WHT       | Wiggle High5 WHT |
| --------------------------------------- | ---------------------- | ---------------- |
| Num                                     | Coureur                | Pos              |
| 1                                       | Giorgia Bronzini (ITA) | 56e              |
| 2                                       | Audrey Cordon (FRA)    | 51e              |
| 3                                       | Danielle King (GBR)    | 11e              |
| 4                                       | Chloe Hosking (AUS)    | 37e              |
| 5                                       | Amy Pieters (NED)      | 4e               |
| 6                                       | Amy Roberts (GBR)      | 75e              |
| Directeur sportif : Donna Rae-Szalinski |                        |                  |

| Boels Dolmans DLT              | Boels Dolmans DLT                  | Boels Dolmans DLT |
| ------------------------------ | ---------------------------------- | ----------------- |
| Num                            | Coureur                            | Pos               |
| 11                             | Elizabeth Armitstead (GBR) (route) | 62e               |
| 12                             | Chantal Blaak (NED)                | 3e                |
| 13                             | Ellen van Dijk (NED)               | 34e               |
| 14                             | Karol-Ann Canuel (CAN)             | 48e               |
| 15                             | Evelyn Stevens (USA)               | 61e               |
| 16                             | Katarzyna Pawłowska (POL)          | 58e               |
| Directeur sportif : Danny Stam |                                    |                   |

| Rabo Liv Women RBW                  | Rabo Liv Women RBW           | Rabo Liv Women RBW |
| ----------------------------------- | ---------------------------- | ------------------ |
| Num                                 | Coureur                      | Pos                |
| 21                                  | Anna van der Breggen (NED)   | 54e                |
| 22                                  | Shara Gillow (AUS)           | 9e                 |
| 23                                  | Marianne Vos (NED)           | NP                 |
| 24                                  | Roxane Knetemann (NED)       | 10e                |
| 25                                  | Anouska Koster (NED) (route) | 14e                |
| 26                                  | Moniek Tenniglo (NED)        | AB                 |
| Directeur sportif : Koos Moerenhout |                              |                    |

| Cervélo Bigla CBT                  | Cervélo Bigla CBT            | Cervélo Bigla CBT |
| ---------------------------------- | ---------------------------- | ----------------- |
| Num                                | Coureur                      | Pos               |
| 31                                 | Ashleigh Moolman-Pasio (RSA) | NP                |
| 32                                 | Lotta Lepistö (FIN) (route)  | 2e                |
| 33                                 | Joëlle Numainville (CAN)     | NP                |
| 34                                 | Stephanie Pohl (GER)         | 59e               |
| 35                                 | Lisa Klein (GER)             | 46e               |
| 36                                 | Nicole Hanselmann (SUI)      | 83e               |
| Directeur sportif : Thomas Campana |                              |                   |

| Canyon-SRAM Racing LPR          | Canyon-SRAM Racing LPR       | Canyon-SRAM Racing LPR |
| ------------------------------- | ---------------------------- | ---------------------- |
| Num                             | Coureur                      | Pos                    |
| 41                              | Trixi Worrack (GER)          | 53e                    |
| 42                              | Elena Cecchini (ITA) (route) | 55e                    |
| 43                              | Tiffany Cromwell (AUS )      | 19e                    |
| 44                              | Alexis Ryan (USA )           | 23e                    |
| 45                              | Hannah Barnes (GBR) (route)  | 6e                     |
| 46                              | Mieke Kröger (GER) (route)   | 84e                    |
| Directeur sportif : Ronny Lauke |                              |                        |

| Hitec Products HPU               | Hitec Products HPU            | Hitec Products HPU |
| -------------------------------- | ----------------------------- | ------------------ |
| Num                              | Coureur                       | Pos                |
| 51                               | Lauren Kitchen ( AUS)         | 40e                |
| 52                               | Julie Leth ( DEN)             | 38e                |
| 53                               | Cecilie Gotaas Johnsen ( NOR) | 72e                |
| 54                               | Thea Thorsen ( NOR)           | 85e                |
| 55                               | Emilie Moberg ( NOR)          | 47e                |
| 56                               | Tone Hatteland Lima ( NOR)    | 88e                |
| Directeur sportif : Bart Lismont |                               |                    |

| Orica-AIS OGE                  | Orica-AIS OGE               | Orica-AIS OGE |
| ------------------------------ | --------------------------- | ------------- |
| Num                            | Coureur                     | Pos           |
| 61                             | Amanda Spratt (AUS) (route) | 7e            |
| 62                             | Sarah Roy (AUS)             | 25e           |
| 63                             | Loren Rowney (AUS)          | 35e           |
| 64                             | Alexandra Manly (AUS)       | 45e           |
| 65                             | Tayler Wiles (USA)          | 60e           |
| 66                             | Jessica Allen (AUS)         | 44e           |
| Directeur sportif : Gene Bates |                             |               |

| Liv-Plantur TLP                  | Liv-Plantur TLP       | Liv-Plantur TLP |
| -------------------------------- | --------------------- | --------------- |
| Num                              | Coureur               | Pos             |
| 71                               | Leah Kirchmann (CAN)  | 22e             |
| 72                               | Riejanne Markus (NED) | 74e             |
| 73                               | Sara Mustonen (SWE)   | 63e             |
| 74                               | Rozanne Slik (NED)    | 30e             |
| 75                               | Julia Soek (NED)      | 8e              |
| Directeur sportif : Mattias Reck |                       |                 |

| Alé Cipollini ALE                        | Alé Cipollini ALE         | Alé Cipollini ALE |
| ---------------------------------------- | ------------------------- | ----------------- |
| Num                                      | Coureur                   | Pos               |
| 81                                       | Emilia Fahlin (SWE)       | 1re               |
| 82                                       | Marta Tagliaferro (ITA)   | 36e               |
| 83                                       | Małgorzata Jasińska (POL) | 32e               |
| 84                                       | Anna Trevisi (ITA)        | 26e               |
| 85                                       | Martina Alzini (ITA)      | 81e               |
| Directeur sportif : Fortunato Lacquaniti |                           |                   |

| Lensworld-Zannata-Etixx LZE             | Lensworld-Zannata-Etixx LZE     | Lensworld-Zannata-Etixx LZE |
| --------------------------------------- | ------------------------------- | --------------------------- |
| Num                                     | Coureur                         | Pos                         |
| 91                                      | Maria Giulia Confalonieri (ITA) | 5e                          |
| 92                                      | Annelies Dom (BEL)              | 31e                         |
| 93                                      | Nina Kessler (NED)              | AB                          |
| 94                                      | Alice Maria Arzuffi (ITA)       | AB                          |
| 95                                      | Winanda Spoor (NED)             | AB                          |
| 96                                      | Kaat Van der Meulen (BEL)       | 17e                         |
| Directeur sportif : Heidi Van De Vijver |                                 |                             |

| BTC City Ljubljana BTC           | BTC City Ljubljana BTC         | BTC City Ljubljana BTC |
| -------------------------------- | ------------------------------ | ---------------------- |
| Num                              | Coureur                        | Pos                    |
| 101                              | Eugenia Bujak (POL)            | 12e                    |
| 102                              | Anna Plichta (SLO)             | 39e                    |
| 103                              | Corinna Lechner (GER)          | 70e                    |
| 104                              | Martina Ritter (AUT)           | 43e                    |
| 105                              | Polona Batagelj (SLO) (route)  | 18e                    |
| 106                              | Olena Pavlukhina (AZE) (route) | 68e                    |
| Directeur sportif : Gorazd Penko |                                |                        |

| Cylance CPC                        | Cylance CPC                   | Cylance CPC |
| ---------------------------------- | ----------------------------- | ----------- |
| Num                                | Coureur                       | Pos         |
| 111                                | Carmen Small (USA)            | 13e         |
| 112                                | Sheyla Gutierrez Ruiz (ESP)   | 15e         |
| 113                                | Rachele Barbieri (ITA )       | AB          |
| 114                                | Doris Schweizer (SUI) (route) | 79e         |
| 115                                | Rossella Ratto (ITA )         | 52e         |
| Directeur sportif : Manel Lacambra |                               |             |

| Parkhotel Valkenburg PHV        | Parkhotel Valkenburg PHV | Parkhotel Valkenburg PHV |
| ------------------------------- | ------------------------ | ------------------------ |
| Num                             | Coureur                  | Pos                      |
| 121                             | Esra Tromp (NED)         | 42e                      |
| 122                             | Vera Koedooder (NED)     | 69e                      |
| 123                             | Natalie van Gogh (NED)   | 67e                      |
| 124                             | Hanna Solovey (UKR)      | 33e                      |
| 125                             | Jermaine Post (NED)      | 24e                      |
| 126                             | Janneke Ensing (NED)     | 28e                      |
| Directeur sportif : Raymond Rol |                          |                          |

| Bepink BPK                          | Bepink BPK              | Bepink BPK |
| ----------------------------------- | ----------------------- | ---------- |
| Num                                 | Coureur                 | Pos        |
| 131                                 | Olga Zabelinskaya (RUS) | 49e        |
| 132                                 | Amber Neben (USA)       | 57e        |
| 133                                 | Silvia Valsecchi (ITA)  | 82e        |
| 134                                 | Ilaria Sanguineti (ITA) | 50e        |
| 135                                 | Francesca Pattaro (ITA) | 80e        |
| 136                                 | Tereza Medvedová (SVK)  | 73e        |
| Directeur sportif : Marino de Carli |                         |            |

| Drops DRP                      | Drops DRP               | Drops DRP |
| ------------------------------ | ----------------------- | --------- |
| Num                            | Coureur                 | Pos       |
| 141                            | Alice Barnes (GBR)      | 16e       |
| 142                            | Laura Massey (GBR)      | 27e       |
| 143                            | Hannah Payton (GBR)     | 66e       |
| 144                            | Abigail Van Twisk (GBR) | AB        |
| Directeur sportif : Bob Varney |                         |           |

| BMS BIRN BMS                           | BMS BIRN BMS                | BMS BIRN BMS |
| -------------------------------------- | --------------------------- | ------------ |
| Num                                    | Coureur                     | Pos          |
| 151                                    | Camilla Møllebro (DEN)      | 21e          |
| 152                                    | Marie Vilmann (DEN)         | 41e          |
| 153                                    | Cecilie Uttrup Ludwig (DEN) | 20e          |
| 154                                    | Christina Siggaard (DEN)    | 71e          |
| 155                                    | Louise Norman Hansen (DEN)  | AB           |
| 156                                    | Trine Schmidt (DEN)         | AB           |
| Directeur sportif : Bo Handberg Madsen |                             |              |

| Sélection nationale suédoise         | Sélection nationale suédoise | Sélection nationale suédoise |
| ------------------------------------ | ---------------------------- | ---------------------------- |
| Num                                  | Coureur                      | Pos                          |
| 161                                  | Sara Penton (SWE)            | 29e                          |
| 162                                  | Ida Erngren (SWE)            | 76e                          |
| 163                                  | Hanna Helamb (SWE)           | AB                           |
| 164                                  | Emmy Thelberg (SWE)          | 78e                          |
| 165                                  | Frida Knutsson (SWE)         | AB                           |
| 166                                  | Malin Berlin (SWE)           | 90e                          |
| Directeur sportif : Thomas Backteman |                              |                              |

| Sélection nationale finlandaise  | Sélection nationale finlandaise | Sélection nationale finlandaise |
| -------------------------------- | ------------------------------- | ------------------------------- |
| Num                              | Coureur                         | Pos                             |
| 171                              | Antonia Gröndahl (FIN)          | AB                              |
| 172                              | Rosa Törmänen (FIN)             | AB                              |
| 173                              | Cecilia Aintila (FIN)           | AB                              |
| 174                              | Minna-Maria Kangas (FIN)        | 87e                             |
| 175                              | Suvi Lavonen (FIN)              | AB                              |
| 176                              | Maija Syrjä (FIN)               | AB                              |
| Directeur sportif : Juha Aintila |                                 |                                 |

| Sélection nationale norvégienne | Sélection nationale norvégienne | Sélection nationale norvégienne |
| ------------------------------- | ------------------------------- | ------------------------------- |
| Num                             | Coureur                         | Pos                             |
| 181                             | Katrine Aalerud (NOR)           | 64e                             |
| 182                             | Turid Korshavn (NOR)            | 89e                             |
| 183                             | Ingrid Moe (NOR)                | 65e                             |
| 184                             | Julie Solvang (NOR)             | 86e                             |
| 185                             | Emma Kristine Skjerstad (NOR)   | AB                              |
| 186                             | Line Marie Gulliksen (NOR)      | 77e                             |
| Directeur sportif : Dag Fodstad |                                 |                                 |

Source.